# Cesena
Cesena je grad u talijanskoj regiji Emilia-Romagna, u pokrajini Forlì-Cesena. Leži na 44 metra nadmorske visine u podnožju Apenina, oko 15 km od obale Jadranskog mora. Forlì je udaljen 25 km u smjeru sjeverozapada. Kroz grad protječe rijeka Savio.
Naselje potječe još iz razdoblja Etruščana, kada se zvalo Caesena. U 3. stoljeću pr. Kr. osvajaju ga Rimljani. Grad je najviše napredovao tijekom 14. i 15. stoljeća, u vrijeme vladavine obitelji Malatesta. Teško je stradao za Napoleonovih osvajanja, a pretrpio je i bombardiranje u Drugom svjetskom ratu.
U Ceseni su rođeni pape Pio VI. i Pio VII.
Godine 2009. Cesena je imala 96.171 stanovnika.

## Znamenitosti
- L'Abbazia (opatija) di Santa Maria del Monte
- gotička katedrala Svetog Ivana Krstitelja, zaštitnika grada
- samostan Svetog Blaža
- kapucinski samostan
- utvrda porodice Malatesta (Rocca Malatestiana)
- Biblioteca Malatestiana, prva javna knjižnica u Europi[2]

## Šport
- A.C. Cesena, nogometni drugoligaš
- ženski odbojkaški klub Pallavolo Cesena

## Vanjske poveznice
- Službena stranica (tal.)

### Ostali projekti
|  | Zajednički poslužitelj ima još gradiva o temi Cesena |